# Ş̌
Cette page contient des caractères spéciaux ou non latins. S’ils s’affichent mal (▯, ?, etc.), consultez la page d’aide Unicode.
Ş̌ (minuscule : ş̌), appelé S caron cédille, est une lettre additionnelle utilisée dans l’orthographe live de Fanny de Sivers.
Elle est formée d'un S diacrité par un caron et une cédille.

## Utilisation
Fanny de Sivers utilise le S caron cédille pour noter une consonne fricative palato-alvéolaire sourde palatalisée [ʃʲ] normalement transcrite avec S caron ‹ š › comme la consonne fricative palatao-alvéolaire sourde [ʃ] dans l’orthographe live moderne.
Dans l’orthographe du lutsi, une langues sud-estoniennes éteinte, proposée par Uldis Balodis, la virgule souscrite peut être utilisée pour indiquer la palatalisation des consonnes comme en letton . Pour des raisons techniques historiques, la virgule utilisée avec les consonnes palatalisée en letton est représentée avec des caractères composés avec la cédille dans Unicode ; le S caron cédille ‹ ş̌ › peut en théorie être utilisé au lieu de S caron virgule souscrite ‹ ș̌ ›.

## Représentations informatiques
Le S caron cédille peut être représentée avec les caractères Unicode suivants :
- précomposé et normalisé (latin étendu A, diacritiques) :

| formes    | représentations | chaînes de caractères | points de code | descriptions                                        |
| --------- | --------------- | --------------------- | -------------- | --------------------------------------------------- |
| capitale  | Ş̌               | Ş◌̌                    | U+015E U+030C  | lettre majuscule latine s cédille diacritique caron |
| minuscule | ş̌               | ş◌̌                    | U+015F U+030C  | lettre minuscule latine s cédille diacritique caron |

- décomposé et normalisé (latin de base, diacritiques) :

| formes    | représentations | chaînes de caractères | points de code       | descriptions                                                    |
| --------- | --------------- | --------------------- | -------------------- | --------------------------------------------------------------- |
| capitale  | Ş̌               | S◌̧◌̌                   | U+0053 U+0327 U+030C | lettre majuscule latine s diacritique cédille diacritique caron |
| minuscule | ş̌               | s◌̧◌̌                   | U+0073 U+0327 U+030C | lettre minuscule latine s diacritique cédille diacritique caron |

## Sources
- (en) Uldis Balodis, « Writing down Lutsi: Creating an orthography for a South Estonian variety of Latgale », Valodas sistēma un lietojums, vol. 6,‎ 2015 (lire en ligne )
- Fanny de Sivers, Parlons live, une langue de la Baltique, Paris, L'Harmattan, 2001 (ISBN 2-7475-1337-8)